# Azametifos
Azametifos (kemijsko ime (IUPAC): S-[(6-kloro-2-oksooksazolo[4,5-b]piridin-3(2H)metil] 0,0-dimetil tiofosfat) je snov, ki se uporablja oziroma pripravlja za insekticid, ki se ga uporablja za zatiranje muh. Po navadi se nahaja v obliki granul. Je rumene in rdeče barve ter karakterističnega vonja.

## Lastnosti
Proizvod je škodljiv v primeru vdihavanja, zaužitja in v stiku s kožo, kjer lahko povzroči preobčutljivost.
Izdelek je škodljiv za vodne organizme in lahko povzroči dolgotrajne škodljive učinke na vodno okolje.
Produkti gorenja so dražeči in toksični. Preprečiti je potrebno pronicanje s Snipom kontaminiranega gasilnega sredstva v zemljo. Snov je potreba gasiti s suhimi kemični sredstvi za gašenje, razpršeno vodo, peno ali CO2.
Toksikološki podatki
LD50 akutna oralna (podgane): > 2000 mg/kg (aktivna snov - azametifos)
LD50 akutna dermalna (podgane): > 2000 mg/kg (aktivna snov - azametifos)
LC50 akutna inhalacijska (podgane, 4 h): ~7 mg/L (aktivna snov - azametifos)
Akutna toksičnost za ribe: LC50 za postrvi (Rainbow trout): 2 mg/L (96 h, aktivna snov - azametifos)
Toksičnost za vodne nevretenčarje: EC50 za vodne bolhe (Daphina magna): 7 mg/L (48 h, aktivna snov - azametifos)